# Hassan Kadesh
Hassan Kadesh (Dammam, 27 de septiembre de 1992) es un futbolista saudí que juega en la demarcación de lateral izquierdo para el Al-Ittihad Jeddah Club de la Liga Profesional Saudí.

## Selección nacional
Tras jugar en varias categorías inferiores de la selección, finalmente hizo su debut con la selección absoluta de Arabia Saudita el 10 de enero de 2017 en un encuentro amistoso contra Eslovenia que finalizó con un resultado de empate a cero.

## Clubes
| Club                   | País           | Año       | Partidos | Goles |
| ---------------------- | -------------- | --------- | -------- | ----- |
| Al-Ettifaq FC          | Arabia Saudita | 2012-2017 | 157      | 3     |
| Al Hilal SFC           | Arabia Saudita | 2017-2020 | 28       | 0     |
| Al Taawoun FC          | Arabia Saudita | 2020-2023 | 84       | 5     |
| Al-Ittihad Jeddah Club | Arabia Saudita | 2023-     | 71       | 3     |